# Allophylaria
Allophylaria es un género de hongos en la familia Helotiaceae. Según  Index Fungorum al 2014, este género contiene 14 especies.

## Especies
- Allophylaria atherospermatis
- Allophylaria basalifusca
- Allophylaria campanuliformis
- Allophylaria clavuliformis
- Allophylaria cordobensis
- Allophylaria crystallifera
- Allophylaria funiculata
- Allophylaria macrospora
- Allophylaria montana
- Allophylaria myricariae
- Allophylaria nervicola
- Allophylaria paludosa
- Allophylaria schieferdeckeriana
- Allophylaria senecionis